# William C. Redfield

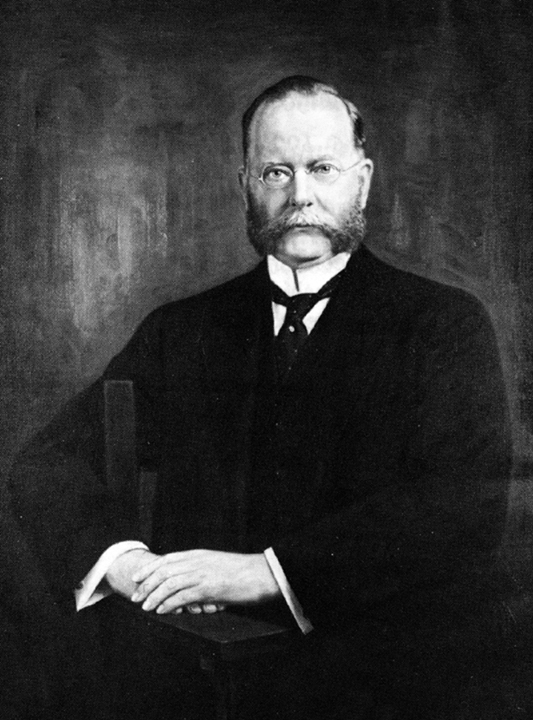
William C. Redfield

William Cox Redfield (* 18. Juni 1858 in Albany, New York; † 13. Juni 1932 in New York City) war ein US-amerikanischer Politiker der Demokratischen Partei, der dem Kabinett von Präsident Woodrow Wilson als erster US-Handelsminister angehörte.

## Leben
Als Kind zog Redfield mit seinen Eltern aus seinem Geburtsstaat New York nach Massachusetts, wo sich die Familie in Pittsfield niederließ. Er besuchte die öffentlichen Schulen, wurde aber auch zuhause unterrichtet. Seine berufliche Laufbahn begann er als Angestellter im Postamt von Pittsfield; später war er als Handlungsreisender für eine Papierfirma tätig. Als 19-Jähriger zog er dann nach New York City, wo er mit Büromaterial und Druckbedarf handelte. In den folgenden Jahren war er unter anderem im Bank- und Versicherungsgewerbe beschäftigt.

## Politik
1896 war Redfield Delegierter beim Parteitag der neu gegründeten National Democratic Party in Indianapolis. Diese Abspaltung von der Demokratischen Partei, auch als Gold Democrats bekannt, stand in Opposition zum demokratischen Präsidentschaftskandidaten William Jennings Bryan und setzte sich größtenteils aus Anhängern des scheidenden Präsidenten Grover Cleveland zusammen. Redfield trat 1898 als Kandidat der Gold Democrats für einen Sitz im US-Repräsentantenhaus an, scheiterte aber.
Später kehrte er wie viele andere Mitglieder der National Democratic Party zu den Demokraten zurück und kandidierte 1910 wiederum für einen Sitz im Kongress. Diesmal war er – in einem üblicherweise republikanisch wählenden Distrikt – erfolgreich und absolvierte eine zweijährige Amtsperiode. Zur Wiederwahl trat er nicht an, weil er sich 1912 um die Nominierung zum Vizepräsidentschaftskandidaten der Demokratischen Partei bewarb. Diese ging jedoch an Thomas Riley Marshall.
Redfield gehörte trotzdem dem Kabinett von Woodrow Wilson an, der ihn zu seinem Handelsminister berief. Zuvor hatte Wilson mit einer seiner ersten Amtshandlungen die Aufsplittung des zuvor vereinten Handels- und Arbeitsministeriums in das Handels- und das Arbeitsministerium vorgenommen. Redfield amtierte bis zum 1. November 1919, ehe er zurücktrat und nach New York zurückkehrte, wo er wieder seinen geschäftlichen Aktivitäten im Bank-, Investment- und Versicherungsgeschäft nachging.